# Król najwierniejszy

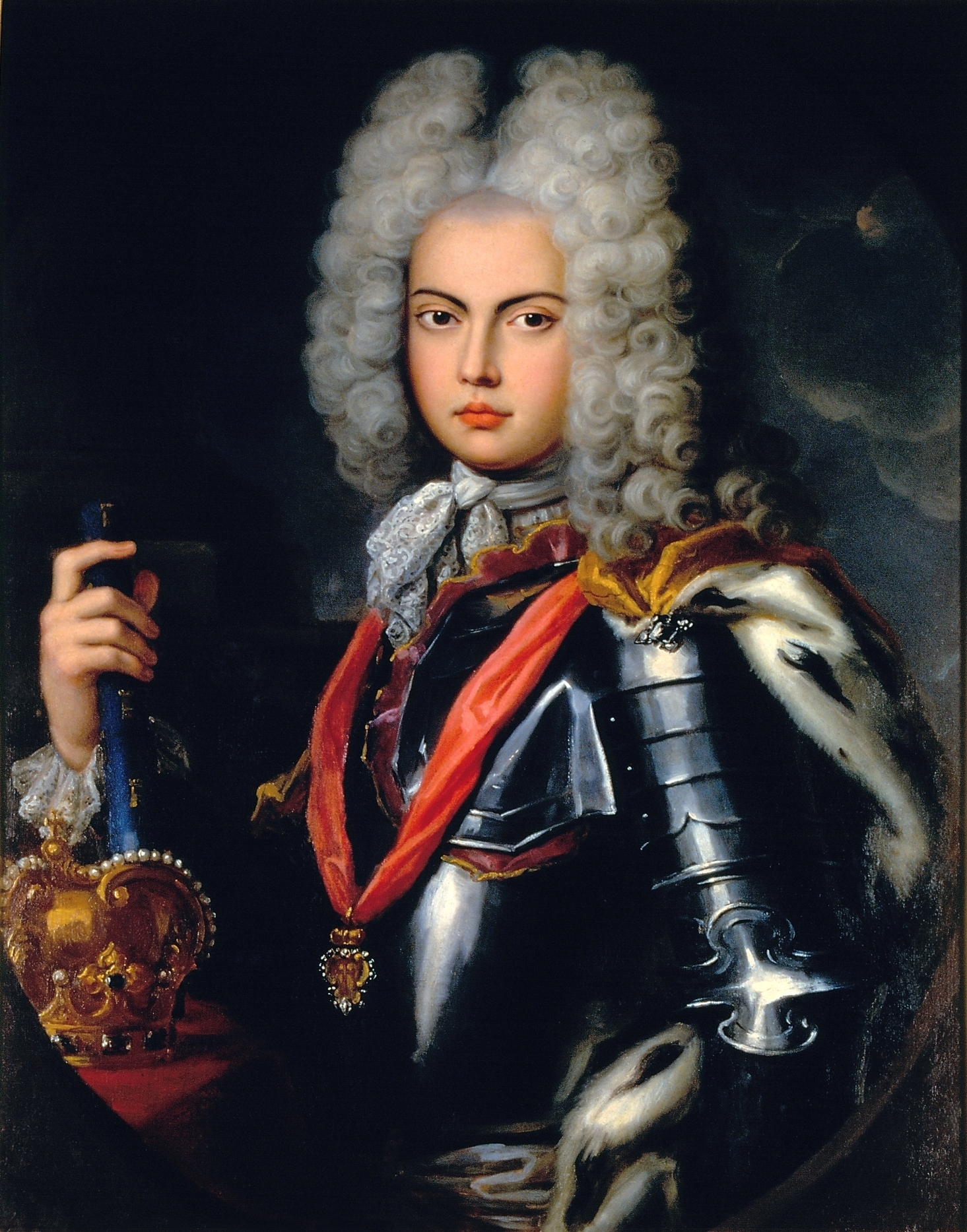
Król Portugalii Jan V

Król najwierniejszy (łac. Rex Fidelissimus) – honorowy tytuł królów portugalskich. Nadany przez papieża Benedykta XIV królowi Janowi V i jego następcom w 1748. Monarsze przysługiwał w związku z nim predykat Jego Najwierniejszej Mości.